# Jarosław Zarębski
Jarosław Zarębski (ur. 29 lipca 1979 w Wąbrzeźnie) – polski kolarz szosowy. Mistrz Polski 2001 do lat 23. Medalista mistrzostw Polski seniorów. Specjalista od sprinterskich końcówek etapów.

## Kariera sportowa
Jego największymi sukcesami w karierze sportowej było mistrzostwo Polski w kategorii U-23 w 2001 oraz brązowy medal mistrzostw Polski seniorów w wyścigu szosowym ze startu wspólnego (2002). Ponadto wygrywał pojedyncze etapy  w wyścigach 4 Asy Fiata (2002), Szlakiem Grodów Piastowskich (2004, 2 x 2005, 2007) oraz prolog Bałtyk-Karkonosze Tour (2006). W 2008 został członkiem grupy kolarskiej Passage Cycling Team, która ostatecznie nie przystąpiła do startów. W związku z tym zakończył karierę sportową.